# Noëlle Kenmoe
Ernestine Noëlle Kenmoe, née le 25 décembre 1987, est une actrice, réalisatrice, scénariste et productrice camerounaise originaire de Batié dans la région de l'Ouest du Cameroun.

## Biographie
Noëlle Kenmoe est née le 25 décembre 1987 de parents originaires de la localité de Batié dans la région de l'Ouest du Cameroun. Elle grandit au quartier New-Bell à Douala. Elle fait ses classes primaires à l'école publique de Nkoulouloun avant de poursuivre ses études secondaires au collège l'Agapé. Après l'obtention de son baccalauréat, elle entame un cursus universitaire en communication à l'université de Douala, puis en commerce international à l'institut Supérieur ESG. Dans son adolescence, elle rêve de faire deux métiers : l'enseignement et le jeu d'acteur. C'est ainsi qu'après une formation dans le domaine de l'enseignement, elle enseigne chez les tout-petits pendant une année scolaire avant de se plonger intégralement dans le cinéma en 2008 grâce à une amie.
En 2020, elle ouvre une boutique de vente de vêtements dans la ville de Douala où elle réside.

## Vie privée
Noëlle Kenmoe est une mère de trois enfants.

## Filmographie

### Web série

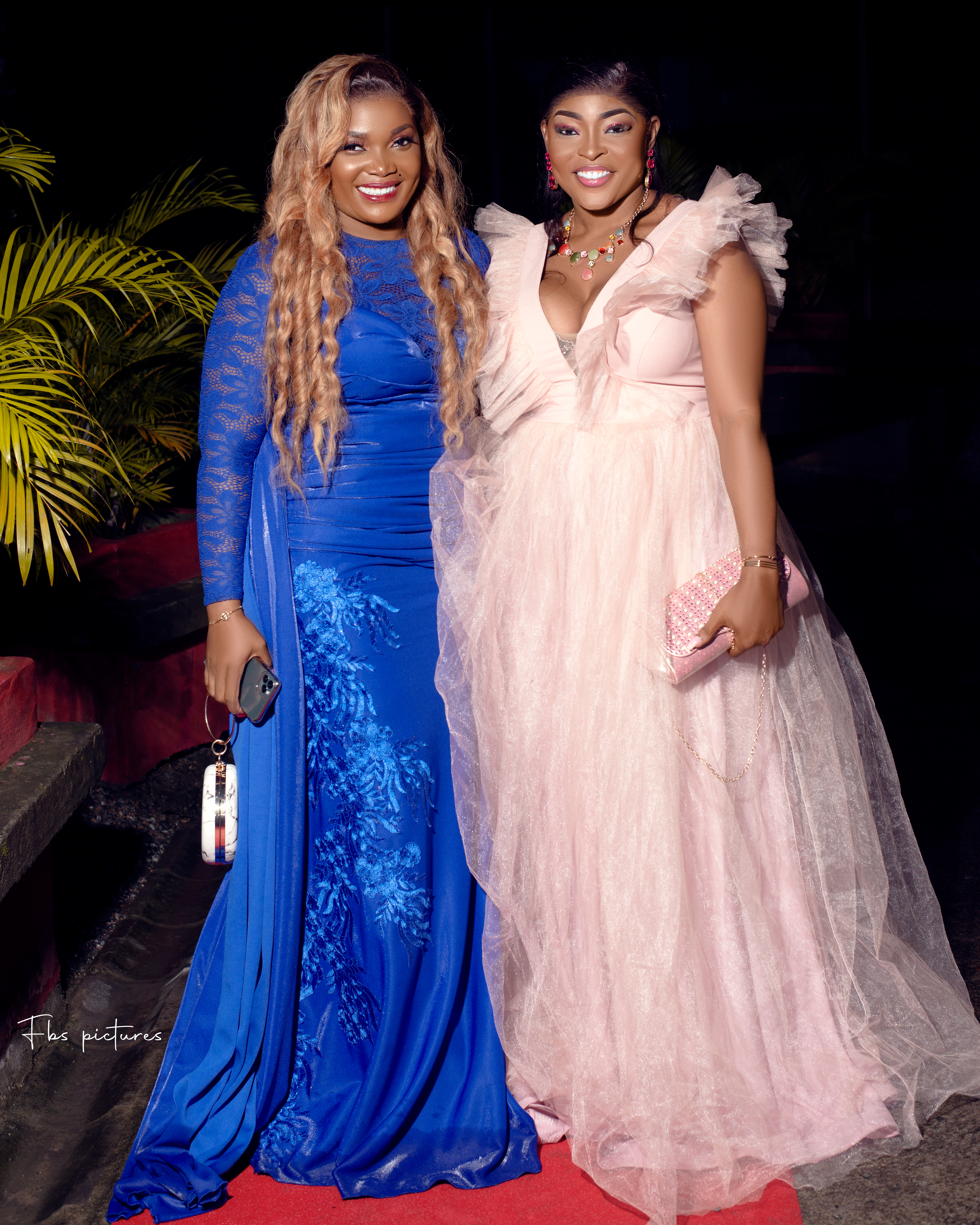
Emy Dany Bassong et Noelle Kenmoe en 2021

- 2017 : Pakgne de Salem Kedy

### Séries
- Jugement Dernier: d’Elvis Noulem
- 2020 : Madame... Monsieur d'Ebenezer Kepombia
- 2014 : Ennemie Intime: d'Ebenezer Kepombia
- 2008 : Dreams City d'Edmond Fossito

### Films

#### Scénario et réalisation
- 2016 : Effet Boomerang[2]
- 2018 : Et si c'était à refaire?
- 2018: Rebirth [3]
- 2019 : Shenanigans [3]

#### Tournage et parution
- Philippe et Angel de Philippe Kenmoe
- À Cœur ouvert d’Elvis Bobda
- Les Nangas de Michel Pouamo
- La Case de Baba de Salem Kedy[4]

- 2019 : Shenanigans de Salem Kedy, Ada Nataniella
- 2018 : Rebirth de Shelsy Susy
- 2018 : Et si c'était à refaire? d'elle-même
- 2016 : Effet Boomerang d'elle-même
- Destin irréversible
- 2017:Pakgne
- Savon May de Wambo production de MaNuel Wandji

## Distinctions
- 2017 : Meilleure interprétation féminine à la 5e édition du Festival international du cinéma indépendant de Bafoussam dans Boomerang[5] ;
- 2017 : Effet Boomerang: Meilleur film au Wouri TV Awards par les internautes.